# Planodes
Planodes is een kevergeslacht uit de familie van de boktorren (Cerambycidae). De wetenschappelijke naam van het geslacht werd voor het eerst geldig gepubliceerd in 1842 door Newman.

## Soorten
Planodes omvat de volgende soorten:
- Planodes ambonensis Breuning & Chûjô, 1965
- Planodes annamensis Breuning, 1958
- Planodes denticornis (Chevrolat, 1858)
- Planodes deterrens Pascoe, 1865
- Planodes encaustus Pascoe, 1865
- Planodes eximius Aurivillius, 1926
- Planodes gebeensis Breuning, 1970
- Planodes johorensis Breuning, 1936
- Planodes leporinus Pascoe, 1865
- Planodes longemaculata Breuning, 1960
- Planodes luctuosus Pascoe, 1865
- Planodes papuanus Breuning, 1948
- Planodes papulosus Pascoe, 1865
- Planodes pseudosatelles Breuning, 1948
- Planodes quaternaria Newman, 1842
- Planodes satelles Pascoe, 1865
- Planodes stratus Heller, 1900
- Planodes toekanensis Breuning, 1959
- Planodes variegatus Aurivillius, 1911
- Planodes vicarius Pascoe, 1865